# Двунаправленный счётчик

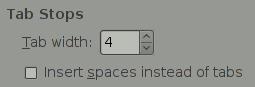
Пример счётчика с текстовым полем и флажком

Двунаправленный счётчик (или просто счётчик, англ. spinner) — графический виджет в GUI, как правило, ориентированный вертикально, с помощью которого пользователь может изменить значение в прилегающем текстовом поле, щёлкнув на стрелку вверх или вниз, или удерживая стрелку вверх или вниз, в результате чего значение в текстовом поле увеличивается (если нажата стрелка вверх) или уменьшается (если нажата стрелка вниз). В большинстве случаев кнопку можно держать нажатой, чтобы увеличить скорость, с которой изменяется значение. Как правило, значение счётчика отображается в текстовом поле рядом с ним, что позволяет пользователю использовать стрелки для регулировки значения, или ввести значение в текстовое поле с клавиатуры.
Счётчик отличается от полосы прокрутки или ползунка в том, что счётчик, как правило, используется для корректировки значения без изменения вида документа или другой информации на экране. Таким образом, внешний вид счётчика не меняется в зависимости от связанного с ним значения в данный момент времени. Также как ползунки, счётчики обычно имеют ограничение на минимальное и максимальное значение, однако сам счётчик никак не отображает предельные значения, пока число в поле ввода не дойдёт до какого-то из них.